# XOXO
"XOXO" es también un símbolo para abrazos y besos. Para la  computadora portátil OLPC véase XO-2.
XOXO (eXtensible Open XHTML Outlines) (del inglés: Esquemas Abiertos Extensibles de XHTML) es un microformato XML para esquemas construidos en la parte superior del XHTML. Desarrollado por varios autores como un intento de volver a utilizar bloques de construcción de XHTML en lugar de inventar nuevos elementos XML o atributos innecesarios, XOXO se basa en las convenciones vigentes para la publicación de esquemas, listas y blogrolls en la Web.
La especificación XOXO define un esquema como jerárquico, lista ordenada  de elementos arbitrarios. La especificación es bastante abierta lo que la hace adecuada para muchos tipos de lista de datos. Por ejemplo, la versión más semántica del formato de presentación de archivo S5 se basa en XOXO.

## Formato XML
Los elementos XML en un documento XOXO son los siguientes:
<ol class="xoxo"> y <ul class="xoxo">
La lista ordenada y lista sin orden, son los elementos raíz de XOXO. Pueden contener la clase de atributo con el valor "xoxo". También se utiliza como contenedor para los elementos del esquema. Ellos pueden tener el atributo compact="compact" para indicar el estado si los elementos secundarios son visibles o no.
<li>
Representa un elemento en el esquema. Puede contener una lista ordenada o desordenada de lista de elementos para contener elementos secundarios que a su vez pueden hacer lo mismo.
<a>
Representa un hipervínculo para un elemento en el esquema. Puede tener un atributo "title" para indicar información adicional, un atributo "type" para indicar el tipo MIME del recurso en el destino del href, un "rel", atributo para indicar la relación del recurso en el href a este esquema (por ejemplo, utilizando XFN), y/o un atributo "rev" para indicar la relación de este esquema a los recursos en el href (por ejemplo, utilizando VoteLinks).
<dl>
Puede contener cualquier número utilizando propiedades arbitrarias <dt> (término definición)y elementos <dd> (definición descripción).

## Ejemplos de uso del XOXO
- Lista de reproducción
- Especificación
- Presentación
- Directorio
- Blogroll